# Baryceros breviatorius
Baryceros breviatorius là một loài tò vò trong họ Ichneumonidae.